# إتونتون
إتونتون (بالإنجليزية: Eatonton, Georgia)‏ هي مدينة تقع في مقاطعة بوتنام، جورجيا بولاية جورجيا في الولايات المتحدة. تبلغ مساحة هذه المدينة 53.5 (كم²)، وترتفع عن سطح البحر 173 م، بلغ عدد سكانها 6764 نسمة في عام 2010 حسب إحصاء مكتب تعداد الولايات المتحدة.

## أعلام
- أليس والكر
- جويل تشاندلر هاريس
- تروت كاثي
- توماس جي. لوسون

## وصلات خارجية
- Cities & Counties - Georgia.gov